# Alland
Alland je městys v okrese Baden v Dolních Rakousích, asi 20 km jihozápadně od Vídně.

## Geografie

### Poloha
Městys Alland leží u horního toku řeky Schwechat, v západní části údolí Helenentalu v Industrieviertelu (Průmyslové čtvrti).
Kotlina kolem Allandu je střediskem rekreační oblasti Vídeňského lesa na "Vídeňské vnější okružní dálnici A21".
Nejvyšším kopcem je Hohe Lindkogel s nadmořskou výškou 834 metrů.

### Členění městyse
Obce Alland a Raisenmarkt byly v roce 1972 spojeny s "Velkou obcí Alland" a v roce 2002 byly za zemského hejtmana Dr. Erwina Prölla (* 1946) povýšeny na "městys".
Obec "Alland" tvoří katastrální území:
- Alland
- Glashütten
- Groisbach
- Mayerling
- Pöllerhof
- Weissenweg
- Windhaag

Obec Raisenmarkt tvoří katastrální území:
- Raisenmarkt s vesnicemi
  - Holzschlag
  - Maria Raisenmarkt
  - Untermeierhof
- Rohrbach
- Schwechatbach
- Vnější Kaltenbergerforst
- Vnitřní Kaltenbergerforst

Městys Alland má výměru 68,67 kilometrů čtverečních a se dvanácti katastrálními územími je největší v okrese Baden.

### Sousední obce
- V okrese Baden
  - Klausen-Leopoldsdorf
  - Heiligenkreuz bei Baden s vesnicemi Sattelbach, Siegenfeld a Preinsfeld
  - Altenmarkt an der Triesting s vesnicemi Thenneberg, Nöstach, Hafnerberg, Klein-Mariazell a Sankt Corona am Schöpfl
  - Weißenbach an der Triesting s vesnicemi Neuhaus, Schwarzensee a Gadenweith
  - Bad Vöslau
  - Sooß
  - Baden
- V Okrese Mödling
  - Wienerwald (obec) s vesnicemi Grub, Dornbach, Sittendorf a Sulz im Wienerwald

## Historie
1000 let starý Alland, venkovský, bohatý na lesy, byl ve 12. století v držení Babenberků a v té době honebním revírem habsburských zemských knížat. Místní jméno se odvozuje od názvu Adelathe nebo adel achte, což znamená "šlechtická držba".
Alland se silně věřícími katolíky byl kolem roku 1850 samostatný a v roce 1972 díky spojením dvanácti vesnic vznikla dnešní obecní struktura. Korunní princ Rudolf (* 1858) zemřel v roce 1889 v Mayerlingu, obecní části Allandu. Byl ve svém oblíbeném letním sídle a zde se léčil převážně ve Vídeňském lese.

## Obyvatelé a domy
Obyvatelé žijí - s výjimkou asi 30 vlastníků - a obecních bytů - výlučně v rodinných domech.
V obci Alland podle sčítání lidu v roce 2005) žije 2385 osob s trvalým pobytem a asi 600 osob s vedlejším bydlištěm, celkově tedy asi 3000 osob v 1000 domácnostech.
Před rokem 1919 bylo v Allandu 229 domácností. Až do roku 1960 stoupal počet domácností na 300, do roku 1980 se počet zvýšil na 653 a v roce 1991 již bylo celkem 852 domácností.

### Vývoj počtu obyvatel
- 1900 2285
- 1961 1867

Díky dálničnímu připojení - od sedmdesátých let - přibývá počet obyvatel odchodem z Vídně.

## Kultura a pamětihodnosti
- Allanderská okružní cesta - obrazy a boží muky, informační tabule s historickými výjevy.
- "Babenberský dům", Alland č. 33 (pravděpodobně to byl statek) a panský dům Babenberků, č. 32 - zde se narodil markrabě Friedrich I. (Bádenský) (asi 1249-1268), syn Heřmana VI. z Bádenského (asi 1225-1250) a Gertrudy z Babenberků (asi 1126 až 1135-1160), neteře Fridricha II. Bojovného, posledního vládce rodu Babenberků.
- Krytý můstek přes řeku Schwechat z roku 1745.
- Schluckerův památník v obecním parku naproti lékárny připomíná na Armer Schlucker.
- "Krápníková jeskyně Alland v Buchbergu (erb s motivem Allandu) s kostrou "10 000 let starého medvěda"
- Allandský kostel, mateřská farnost Vídeňského lesa s náhrobním kamenem s vyobrazením "na zádech ležících psů" - z něhož vyrůstají lilie.
- "Morový sloup" s hromadným hrobem obětí moru (viz také: „Dějiny Allandu“).
- Turecká líska - chráněná přírodní památka rovněž s motivy Allandu - je svědkem krveprolití obyvatel. Asi 450 roků starý strom stojí u bílé cesty.
- Stará lesovna-
- Lungenheilstätte - historicky dřívější palác (1896: Léčebna pro plicní nemoci)[1]) - nyní rehabilitační centrum Penzijního ústavu v Groisbachu.
- Mayerling (zámek) v Mayerlingu.
- Poutní kostel v Maria Raisenmarktu.
- Zřícenina hradu Arnstein, Arnsteinhöhle a Arnsteinnadel.

## Doprava a turismus
Autem po „Vídeňské vnější okružní dálnici" A21, západní a jižní dálnice (asi 20 minut z Vídně), spolková a zemská silnice ze směru Mödling, Baden, Altenmarkt v Triestingtal a Klausen-Leopoldsdorf.
Autobusové spojení ze všech uvedených měst a zastávek linky Wieselbus.

## Hospodářství

### Zemědělství
Zemědělství mělo vždy velký význam a nyní stále více upadá. V roce 1980 bylo tu ještě 105 zemědělských závodů, v roce 1990 už jen 99 a toto číslo dále klesá. Skutečných rolníků je už jen 13, s propagovanými rolníky je jich ještě 76. Rolníci se orientují na koně a jízdu na koních, snaží se zřizovat trasy pro jízdu na koni anebo provozují částečně biologické hospodaření. O prodej zemědělských dvorů je v posledních letech velký význam.

### Lesnictví
Dlouholetá tradice Babenberků o lesní hospodářství klesá. Poprvé bylo v roce 1396 v dokumentech zaznamenáno, že se Vídeňský les dělil na více lesních úřadů. Kolem roku 1500 bylo lesnictví v oblasti Vídeňského lesa nově organizováno a zůstalo pět „lesních oblastí" rozděleno v Klosterneuburgu, Breitenfurtu, Purkersdorfu, Wiener Neustadtu a Alland. „Lesní úřad Alland" byl zřízen kolem roku 1700 a pracoviště lesní správy sloužilo do roku 1997. Od roku 1997 je lesní úřad zrušený a Allandské spolkové lesy jsou spravovány jen administrativně.

### Banky a pošta
V Allandu jsou tři peněžní ústavy: P.S.K., Volksbank a Raiffeisenkasse. Poštovní spořitelna je v Allandu už od roku 1883, Raiffeisenkasse Alland (od 1991 Raiffeisenkasse Guntramsdorf) je od roku 1894, Volksbank až v roce 1962.
Další pobočka Raiffeisenkasse je v Klausen-Leopoldsdorfu.

### Živnosti, průmysl a zdravotnictví
V zásadě byla obec Alland dříve směřována na zemědělství a lesnictví. Přesto historické živnosti zmizely, jako sklářská huť, cementárna, vápenka a kováři.
Nejen Alland, ale i Maria Raisenmarkt měl pilu a v Maria Raisenmarkt byla doplňková výroba. Dříve se kutal sádrovec i uhlí, ovšem bez většího úspěchu.
Dnes (2002) je v Allandu 68 malých a středních podniků. Nejvýznamnější jsou:
- Zemské cestmistrovství a mostmistrovství Alland se stará o dálnici A21, zemskou silnici v zastavěném území a mosty do Schwechatu (asi 75 zaměstnanců).
- Léčebný ústav "Rehabilitační centrum Alland" - dříve plicní léčebna, v Groisbachu Ústav penzijní pojišťovny (asi 100 zaměstnanců).
- Průmyslový podnik v Allandu není žádný.

### Gastronomie
Kolem roku 1950 bylo v Allandu 19 hostinských živností, dnes je stále ještě "18 restaurací", ze kterých 7 pronajímá pokoje. Nejvýraznější provozovnou je restaurace na odpočívadle vídeňské dálnice A21, která byla otevřena v roce 1991 a těší se velké oblibě na cestě z Německa do Maďarska.
Oblíbené je pohostinství "Kronprinz" Mayerling rodiny Hannerovy. Pan Heinz Hanner byl vyznamenán jako "kuchař roku 1997" od "Gault-Millau". Lokál i hotel se špičkovými službami je vyžadován zahraničními prominenty.
Alland od roku 1972 patří ke kategorii „obcí cizineckého ruchu“. Je zde 11 pronajímatelů pokojů, z toho 2 v soukromém vlastnictví pouze se snídaní a 1 jen o prázdninách v selském stavení. Celkem je pro hosty k dispozici 135 lůžek.
Využití je sezónní, hlavně v létě, využití dvacetiprocentní je poměrně malé. Noční využitelnost městyse je však díky ubytovně válečných obětí v Helenthalu se 108 lůžky a ve františkánské ozdravovně v Mayerlingu. V těchto domovech je využitelnost sotva 50 %.
Statistikami je v Allandu zjištěno na 30 000 přenocování.
Přesto je Allandu navštěvován jednodenními výletníky, motocyklisty a fanoušky historických vozidel, kteří si chtějí využít se svými stroji serpentiny. Pěší turisté zase využijí 12 značených turistických cest.
Zvláštní atraktivitou pro návštěvníky jsou mezinárodně známá kulturní střediska v Mayerlingu a "krápníkové jeskyně" v Buchberku u Allandu.
Důležitost má nyní opět Via Sacra, Svatá cesta, stará poutní cesta do Mariazell. Obce Alland, Altenmarkt an der Triesting, Gaaden, Heiligenkreuz a Kaumberg jsou propojeny "Svatou cestou". Je vydáván kalendář akci a pořádání koncertů.

## Spolky, sport, výstavy
- Schwechat oblíbenou sportovní oblastí a nabízí koupaliště v Allandu a také v Helenentalu.
- Festsaal v obci Alland (postavený 1988) nabízí sedadla asi pro 120 osob a je využíván pro výstavy, přednášky, koncerty, adventní trhy a divadelní představení.
- Fußballklub SC Alland: fotbalový spolek byl založen v roce 1947 a dnes soutěží ve 2. třídě „Triestzingtalský přebor“ a věnuje se zejména práci s mládeží. Spolkové barvy jsou zelené podle zakladatelova spojení s SK Rapid Wien. Nejlepší umístění mužstva bylo v letech 1977 a 1991, kdy mužstvo získalo titul mistra ve 2. třídě "Východ střed". V roce 2009 sehrálo spolkové mužstvo U23, U16, U12, U10 a rovněž U8. SC Alland má dvě fotbalová hřiště, jedno na trénink a druhé pro hlavní zápasy.
- Šest spolků jezdeckých v Glashüttenu, Allandu, Maria Raisenmarktu a Zobelhofu.
- Tennisové hřiště u Hotelu-Restaurace "Hanner" v Mayerlingu.
- Sauna Alland v suterénu hlavní školy Alland.
- Mužský pěvecký spolek Alland, založený v roce 1878: spolek je nepolitické sdružení k udržování lidové i umělé písně.
- Kostelní sbor Intermezzo, diriguje ředitelka lidové školy Angela Neiss, věnuje se zpívání moderních písní a spirituálů.
- Kostelní sbor Alland pod hudebním vedení Hanse Schwarze, mezi zpěváky jsou i senioři.
- Hudební kapela Maria Raisenmarkt, vedená Bertholdem Hackerem.
- Dobrovolní hasiči v Allandu, Groisbachu a Maria Raisenmarktu.
- Červený kříž Alland - stanoviště záchranné služby.

## Kostely a školství

### Kostel
Před osmi stoletími byl v osadě Alland - podle tradice - postaven dřevěný kostel, který v 11. století byl přestavěn z kamenného zdiva. Současný kostel je třílodní, halový, pozdně gotický, zasvěcený svatému Jiří a svaté Markétě.

### Školství
Od roku 1726 je v Allandu škola.
- Školní obvod zahrnuje osady Alland, Heiligenkreuz a Klausen-Leopoldsdorf. Ojediněle navštěvují hlavní školu Alland také žáci z osad Gaaden, Altenmarkt an der Triesting nebo Altlengbach. V budově hlavní školy byl v roce 1980 vybudován krytý bazén, který bohužel zničila povodeň v červenci 1997. Protože pro nedostatek místa v hlavní škole, byla ve stávajících sklepních prostorách po dřívějším bazénu zřízena další třída. Drahá přístavba znamenala obrovské náklady pro školní obvod. V roce 2002 navštěvovalo školu 165 žáků a vyučovalo 16 učitelů v osmi třídách.
- Obecná škola Alland – budova (postavená roku 1902) byla během války zničena, v roce 1950 znovu vybudována a v roce 1995 rozšířena o moderní tělocvičnu. V současné době (2010) jsou ve škole čtyři třídy s 82 žáky. Vyučuje zde 5 učitelů a škola poskytuje prostory i pro hudební výchovu.
- Mateřská škola v Allandu je privátní zařízení barona Maxe von Vittinghoff-Schell a jeho ženy hraběnky Marie Belcredi při příležitosti 40. výročí vlády císaře Františka Josefa. V roce 1889 zahájili provoz zmocněnci Milosrdné sestry od Svatého Vincence z Pauly. V roce 2003 byl zahájen provoz zemské mateřské školy v novostavbě, v historickém areálu.

## Osobnosti
- Philipp Schlucker - stavitel lesního úřadu, Arme Schlucker.